# Qualificazioni al campionato europeo maschile di calcio 1972 - Gruppo 3

## Classifica
| Pos | Squadra     | Pti | G | V | N | P | GF | GS | DR  |
| --- | ----------- | --- | - | - | - | - | -- | -- | --- |
| 1   | Inghilterra | 11  | 6 | 5 | 1 | 0 | 15 | 3  | +12 |
| 2   | Svizzera    | 9   | 6 | 4 | 1 | 1 | 12 | 5  | +7  |
| 3   | Grecia      | 3   | 6 | 1 | 1 | 4 | 3  | 8  | -5  |
| 4   | Malta       | 1   | 6 | 0 | 1 | 5 | 2  | 16 | -14 |

## Risultati
| Data             | Luogo    | Squadra 1   | Risultato | Squadra 2   |
| ---------------- | -------- | ----------- | --------- | ----------- |
| 7 ottobre 1970   | Gżira    | Malta       | 1 - 1     | Grecia      |
| 16 dicembre 1970 | Il Pireo | Grecia      | 0 - 1     | Svizzera    |
| 20 dicembre 1970 | Gżira    | Malta       | 1 - 2     | Svizzera    |
| 3 febbraio 1971  | Gżira    | Malta       | 0 - 1     | Inghilterra |
| 21 aprile 1971   | Lucerna  | Svizzera    | 5 - 0     | Malta       |
| 21 aprile 1971   | Londra   | Inghilterra | 3 - 0     | Grecia      |
| 12 maggio 1971   | Londra   | Inghilterra | 5 - 0     | Malta       |
| 12 maggio 1971   | Berna    | Svizzera    | 1 - 0     | Grecia      |
| 18 giugno 1971   | Il Pireo | Grecia      | 2 - 0     | Malta       |
| 13 ottobre 1971  | Basilea  | Svizzera    | 2 - 3     | Inghilterra |
| 10 novembre 1971 | Londra   | Inghilterra | 1 - 1     | Svizzera    |
| 1º dicembre 1971 | Il Pireo | Grecia      | 0 - 2     | Inghilterra |